# ريبلي
ريبلي (بالإنجليزية: Ripley, Tennessee)‏ هي مدينة تقع بولاية تينيسي في وسط شرق الولايات المتحدة. تأسست عام 1836، تبلغ مساحة هذه المدينة 33.3 (كم²)، وترتفع عن سطح البحر 136 م، بلغ عدد سكانها 7844 نسمة في عام 2010 حسب إحصاء مكتب تعداد الولايات المتحدة وتصل الكثافة السكانية فيها 236.4 نسمة/كم2.

## التركيبة السكانية
حدّد مكتب تعداد الولايات المتحدة بيانات التركيبة السكانية لريبلي في تعداد الولايات المتحدة. في ما يلي، التركيبة السكانية حسب تعدادي 2000 و2010.

### تعداد عام 2000
بلغ عدد سكان ريبلي 7,844 نسمة بحسب تعداد عام 2000، وبلغ عدد الأسر 3,142 أسرة وعدد العائلات 2,054 عائلة مقيمة في المدينة. في حين سجلت الكثافة السكانية 234.7 نسمة لكل كيلومتر مربع (607.9/ميل2). وبلغ عدد الوحدات السكنية 3,397 وحدة بمتوسط كثافة قدره 101.6 لكل كيلومتر مربع (263.1/ميل2).
وتوزع التركيب العرقي للمدينة بنسبة 51.56% من البيض و46.81% من الأمريكيين الأفارقة و0.15% من الأمريكيين الأصليين و0.27% من الأمريكيين ذوي الأصول الآسيوية و0.38% من الأعراق الأخرى و0.83% من عرقين مختلطين أو أكثر و1.07% من الهسبانيون أو اللاتينيون من أي عرق.
بلغ عدد الأسر 3,142 أسرة كانت نسبة 37.4% منها لديها أطفال تحت سن الثامنة عشر تعيش معهم، وبلغت نسبة الأزواج القاطنين مع بعضهم البعض 38.1% من أصل المجموع الكلي للأسر، ونسبة 23.5% من الأسر كان لديها معيلات من الإناث دون وجود شريك، بينما كانت نسبة 3.8% من الأسر لديها معيلون من الذكور دون وجود شريكة وكانت نسبة 34.6% من غير العائلات. تألفت نسبة 31% من أصل جميع الأسر من عدة أفراد يعيشون في نفس المنزل ونسبة 12.9% كانت تتألف من شخص يعيش بمفرده يبلغ من العمر 65 عاماً أو أكثر. وبلغ متوسط حجم الأسرة المعيشية 2.44، أما متوسط حجم العائلات فبلغ 3.06.
بلغ العمر الوسطي للسكان 34.1 عاماً. وكانت نسبة 27.6% من القاطنين تحت سن الثامنة عشر، وكانت نسبة 10.5% بين الثامنة عشر والرابعة والعشرين عاماً، ونسبة 26.3% كانت واقعةً في الفئة العمرية ما بين الخامسة والعشرين والرابعة والأربعين عاماً، ونسبة 19.9% كانت ما بين الخامسة والأربعين والرابعة والستين، ونسبة 13.3% كانت ضمن فئة الخامسة والستين عاماً فما فوق. يوجد لكل 100 أنثى 82.7 ذكر، ويوجد لكل 100 أنثى في الثامنة عشر من عمرها فما فوق 75.6 ذكر.
بلغ متوسط دخل الأسرة في المدينة 23,662 دولارًا، أما متوسط دخل العائلة فبلغ 34,183 دولارًا. وكان متوسط دخل الذكور 31,321 دولارًا مقابل 20,661 دولارًا للإناث. وسجل دخل الفرد الخاص بالمدينة 13,710 دولارًا. وكانت نسبة 22.1% من العائلات ونسبة 27.2% من السكان تحت خط الفقر، وكان من هؤلاء نسبة 38.6% تحت سن الثامنة عشر ونسبة 27.5% في الخامسة والستين من العمر وما فوق.

### تعداد عام 2010
بلغ عدد سكان ريبلي 8,445 نسمة بحسب تعداد عام 2010، وبلغ عدد الأسر 3,174 أسرة وعدد العائلات 2,148 عائلة مقيمة في المدينة. في حين سجلت الكثافة السكانية 252.7 نسمة لكل كيلومتر مربع (654.5/ميل2). وبلغ عدد الوحدات السكنية 3,613 وحدة بمتوسط كثافة قدره 108.1 لكل كيلومتر مربع (280.0/ميل2).
وتوزع التركيب العرقي للمدينة بنسبة 43.58% من البيض و53.70% من الأمريكيين الأفارقة و0.17% من الأمريكيين الأصليين و0.40% من الأمريكيين ذوي الأصول الآسيوية و0.04% من سكان جزر المحيط الهادئ و0.64% من الأعراق الأخرى و1.48% من عرقين مختلطين أو أكثر و1.59% من الهسبانيون أو اللاتينيون من أي عرق.
بلغ عدد الأسر 3,174 أسرة كانت نسبة 41.1% منها لديها أطفال تحت سن الثامنة عشر تعيش معهم، وبلغت نسبة الأزواج القاطنين مع بعضهم البعض 32% من أصل المجموع الكلي للأسر، ونسبة 30.8% من الأسر كان لديها معيلات من الإناث دون وجود شريك، بينما كانت نسبة 4.9% من الأسر لديها معيلون من الذكور دون وجود شريكة وكانت نسبة 32.3% من غير العائلات. تألفت نسبة 28.2% من أصل جميع الأسر من عدة أفراد يعيشون في نفس المنزل ونسبة 9.3% كانت تتألف من شخص يعيش بمفرده يبلغ من العمر 65 عاماً أو أكثر. وبلغ متوسط حجم الأسرة المعيشية 2.59، أما متوسط حجم العائلات فبلغ 3.16.
بلغ العمر الوسطي للسكان 32.6 عاماً. وكانت نسبة 30.3% من القاطنين تحت سن الثامنة عشر، وكانت نسبة 9.7% بين الثامنة عشر والرابعة والعشرين عاماً، ونسبة 25.2% كانت واقعةً في الفئة العمرية ما بين الخامسة والعشرين والرابعة والأربعين عاماً، ونسبة 22.4% كانت ما بين الخامسة والأربعين والرابعة والستين، ونسبة 12.5% كانت ضمن فئة الخامسة والستين عاماً فما فوق. وتوزع التركيب الجنسي للسكان بنسبة 45.6% ذكور و54.4% إناث.

## أعلام
- ماريون كيس تشيك
- روميل اندروز
- بيل لويس

## وصلات خارجية
- www.ripleytenn.com
- The US50 - Cities and Towns in Tennessee State